# Hyde Parker (1739-1807)
Pour les articles homonymes, voir Parker et Hyde Parker.
Sir Hyde Parker (1739 – 16 mars 1807), est un officier de marine britannique des XVIIIe et XIXe siècles. Il sert dans la Royal Navy pendant la guerre d'indépendance des États-Unis et parvient au grade d'Admiral.

## Biographie
Second fils de l'amiral Sir Hyde Parker (1714-1782), 5e baronnet, il entre à la Royal Navy à un jeune âge, et devint lieutenant en 1758, après avoir passé le plus clair des débuts de son service à bord des navires de son père. Cinq ans plus tard il devint captain, à partir de 1766 et un certain nombre d'années qui suivirent, il servit dans les eaux caribéennes et nord américaines, se distinguant plus particulièrement en brisant les défenses de la North River à New York en 1776.
Ses faits d'armes en ces occasions lui valurent d'être fait chevalier en 1779. En 1778, il prit part à l'expédition de Savannah, et dans l'année qui suivit, son navire fut réduit à l'état d'épave sur la côte cubaine hostile. Ses hommes parvinrent néanmoins à se retrancher, et furent ramenés sains et saufs. Parker était avec son père à Dogger Bank, et avec Richard Howe dans les deux actions du Détroit de Gibraltar. En 1793, à peine devenu contre-amiral, il servit sous les ordres de Samuel Hood à Toulon et en Corse, et deux ans plus tard, alors vice-amiral, il prit part, sous les ordres de William Hotham, aux actions non-décisives du 13 mars 1795 et du 13 juillet 1795. De 1796 à 1800 il commanda en Jamaïque et conduisit avec doigté les opérations dans les Caraïbes.
En 1801 il fut chargé de commander la flotte destinée à rompre la Ligue de neutralité armée, avec Horatio Nelson comme commandant en second. Copenhague, le premier objectif de l'expédition, tomba lors de la Bataille de Copenhague le 2 avril 1801, durant l'attaque féroce de l'escadron de Nelson. Parker, resté en arrière avec les vaisseaux les plus lourds n'y prit quasiment pas part. Parker hésita alors à pousser plus avant en mer Baltique après cette victoire, décision qui fut sévèrement critiquée. Peu de temps après, il fut rappelé, et Nelson lui succéda. Il meurt le 16 mars 1807.
Son fils Hyde Parker (1786-1854) est le vice-amiral et First Sea Lord.

## Sources et bibliographie
- (en) « Hyde Parker (1739-1807) », dans Encyclopædia Britannica [détail de l’édition], 1911 (lire sur Wikisource).